# Relaciones Bangladés-Jordania
Las relaciones entre Bangladesh y Jordania se refieren a las relaciones bilaterales entre ambos países. 

## Cooperación agrícola
En 2011, Bangladés y Jordania firmaron un memorándum de entendimiento sobre cooperación agrícola. Según el memorando, los dos países «intercambiarán materiales e información científica e intercambiarán visitas de científicos e ingenieros en las áreas de ciencia y tecnología agrícolas, extensión de campo, producción agrícola y procesamiento agropecuario». En virtud del memorándum de entendimiento, Bangladés y Jordania planean formar un grupo de trabajo conjunto compuesto por expertos de ambos países para facilitar la cooperación en el sector.

## Relaciones económicas
Bangladés y Jordania han expresado interés en expandir el comercio y la inversión. Jordania es uno de los mercados de exportación de trabajo más grandes para Bangladés. En 2011, Jordania estableció una prohibición sobre la importación de mano de obra de Bangladés, pero estrechó el proceso de reclutamiento poco después como resultado de algunos casos de explotación sexual de las trabajadoras y huelgas laborales. En 2012, Bangladés y Jordania firmaron un memorándum de entendimiento para vigilar la migración, garantizar la seguridad de los migrantes y reducir los costos de migración. En el mismo año, prepararon un proyecto para mejorar la cooperación en el comercio. Según el acuerdo, los dos países otorgarán el estatus de nación más favorecida entre sí y establecerá un comité de comercio conjunto.

## Mano de obra de Bangladés en Jordania
A partir de 2011, había cerca de 30.000 bangladesís viviendo en Jordania, con la mayoría trabajando en las industrias de servicios.